# Macropsis infuscatus
Macropsis infuscatus är en insektsart som beskrevs av Sahlberg 1871. Macropsis infuscatus ingår i släktet Macropsis och familjen dvärgstritar. Inga underarter finns listade i Catalogue of Life.